# Prix Jean-Jacques-Weiss
Le prix Jean-Jacques-Weiss, de la fondation du même nom, est un ancien prix de l'Académie française, créé en 1910, décerné tous les deux ans par l'Académie française. 

## Principe d'attribution
Le prix remis en souvenir de Jean-Jacques Weiss (1827-1891) est attribué à un ouvrage en prose, du plus pur style classique, traitant soit de voyages, soit de littérature ou de critique littéraire ou dramatique ou théâtrale, ou encore de politique. 

## Liste des lauréats depuis 1915
- 1915 : Max Doumic (1863-1914), pour Le Secret de la Franc-Maçonnerie.
- 1917 : Antoine de Lévis-Mirepoix (1884-1981), pour Les campagnes ardentes.
- 1919 : Camille Mauclair (1872-1945), pour Charles Baudelaire.
- 1921 : Gustave Michaut (1870-1946), pour Histoire de la comédie romaine. Plaute[3].
- 1923 : Maurice Mutterer (1870-1958), pour Près du tombeau de Cestius.
- 1925 : Émile-Louis-Bruno Bruneau de Laborie (1871-1930), pour Du Cameroun au Caire par le désert de Libye.
- 1927 : Jean-Marie Carré (1887-1958), pour Michelet et son temps[4].
- 1929 : François de Tessan (1883-1944), pour Le Japon mort et vif.
- 1931 :
  - Duc de Nemours (1905-1970), pour Madagascar et ses richesses.
  - Marcel Bouchard (1898-1977), pour De l'Humanisme à l'Encyclopédie[5].
- 1933 : Léon Le Meur (1884-1970), pour La vie et l'œuvre de François Coppée.
- 1935 : Paul-Jean de L'Orza (1863-1935), pour De Marseille au Soudan français.
- 1937 :
  - Roland Lebel (1893-1964), pour Les voyageurs français au Maroc[6].
  - Adrienne Blanc-Péridier (1884-1965), pour La route ascendante de Maurice Barrès.
- 1939 : Jacques Arnavon (1877-1949), pour Le malade imaginaire, de Molière.
- 1943 : Jean Mauclère (1887-1951), pour Caravelles au large.
- 1945 : Jean-Laurent Gheerbrant (1882-1965)[7], pour Notre Empire, un univers, un idéal.
- 1949 : E.-M. Bornecque, pour Petite histoire économique et financière de la France, des origines à 1789.
- 1952 : Louis Salleron (1905-1992), pour Les Catholiques et le Capitalisme[8].
- 1954 :
  - Catherine Bonnier de La Chapelle (1889-1974) et Alain Parménie, pour Histoire d'un éditeur P.-J. Hetzel[9].
  - Cyrille Arnavon (1915-1978), pour Histoire littéraire des États-Unis.
- 1956 : Étienne Falck, pour Les portes de glace.
- 1960 : Émile Saillens (1878-1970), pour John Milton.
- 1962 : Armand Lanoux (1913-1983), pour Amours 1900.
- 1964 :
  - René Nelli (1906-1982), pour L’érotique des troubadours.
  - Sophie Lafitte[10], pour Tchékhov.
- 1966 :
  - Georges Cattaui (1896-1974), pour Orphisme et prophétie.
  - Christiane Burucoa (1909-1996), pour D'autres horribles travailleurs.
- 1970 :
  - Michel Maurette (1898-1973), pour Le rêve d'écrire.
  - Henriette de Chizeray-Cuny (1888-1978), pour Marie de Régnier.
- 1974 : Magdeleine Cluzel[11], pour Au fil de l'eau, autour de la Terre.
- 1976 : Michel Touchard (1953-), pour Les voyages de Bougainville.
- 1980 :
  - Arnaud Chaffanjon (1929-1992), pour L'Orénoque aux deux visages.
  - Jean-Yves Boulic (1943-), pour Questions sur l'essentiel.
- 1982 :
  - Yves Jacob (1940-), pour Les grands moments littéraires de Normandie du XVIIIe siècle à nos jours.
  - Roger Béteille (1938-), pour La France du vide.
- 1984 : Philippe de Baleine (1921-2018), pour Hôtel des Piranhas.
- 1988 : Anne Pons (1934-), pour Les sentiments irréguliers.